# Route Fraser
La route Fraser est une artère urbaine importante dans les Basses-terres continentales de la Colombie-Britannique au Canada s'étendant sur une longueur de 38 km. Elle relie les villes de Surrey et d'Abbotsford. Elle est nommée d'après le fleuve Fraser et la vallée du Fraser, qui sont eux-mêmes nommés d'après l'explorateur Simon Fraser.